# پناهگاه حیات وحش دشت لاغری
پناهگاه حیات وحش دشت لاغری یک پناهگاه حیات وحش با مساحت ۲۰۲۴۴ هکتار است که در شمال‌غربی شهرستان بردسکن در استان خراسان رضوی و در بخش انابد این شهرستان واقع شده است. این پناهگاه حیات وحش طبق مصوبهٔ شمارهٔ ۶۰۵ در تاریخ ۹۱/۰۲/۳۱ در فهرست مناطق تحت حفاظت سازمان محیط زیست ایران قرار گرفت.

## گونه‌های جانوری
پناهگاه حیات وحش دشت لاغری یکی از مهم‌ترین زیستگاه‌های پرندگان وحشی نظیر زاغ بور (زاغ ایرانی)، هوبره، سیاه سینه، کبوتر چاهی، کبک، تیهو، سنگ چشم و انواع گنجشک سانان است. از پستانداران وحشی این منطقه می‌توان به یوزپلنگ آسیایی، گربه وحشی، گرگ، کفتار، روباه و آهو اشاره کرد؛ که برای نخستین بار در مرداد ماه سال ۱۳۹۱ یک قلاده یوزپلنگ آسیایی در این منطقه مشاهده گردید.

## پوشش گیاهی
گونه شاخص گیاهی این منطقه قیچ می‌باشد که همراه با گونه‌های گز، تاغ و برخی گونه‌های استپی عمده پوشش گیاهی منطقه را تشکیل می‌دهند.